# Senegal-Pechlibelle
Die Senegal-Pechlibelle (Ischnura senegalensis) ist eine Libelle aus der Familie der Schlanklibellen (Coenagrionidae).

## Merkmale

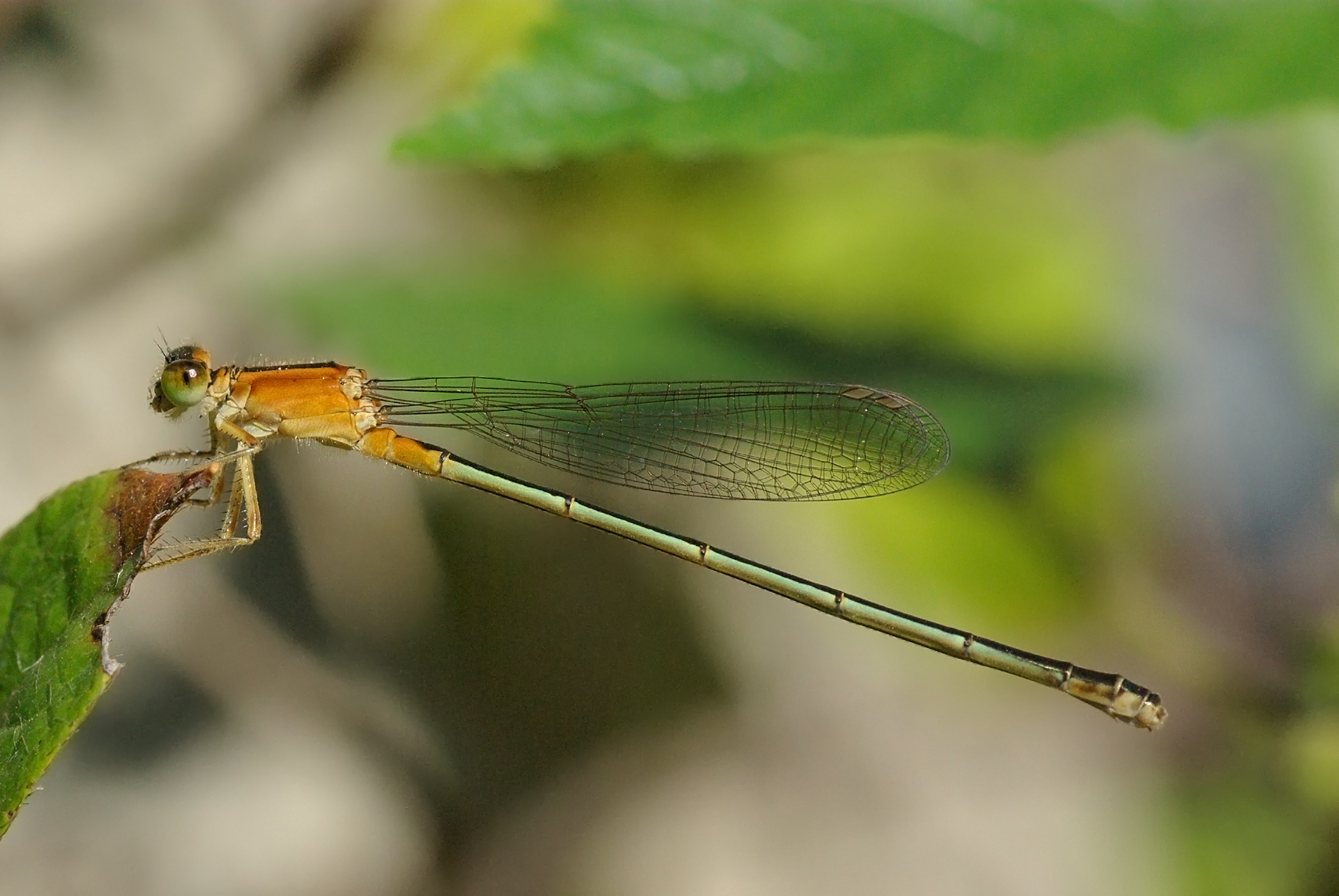
Weibchen der Senegal-Pechlibelle

Die Tiere erreichen eine Körperlänge von etwa 30 Millimeter und eine Hinterflügellänge von 14,5 bis 15,5 Millimeter. Das Männchen besitzt einen auf der Oberseite schwarzen, etwa metallischen Kopf, die Komplexaugen sind oben schwarz, unten blaugrün. Das Gesicht ist blaugrün und schwarz mit feinen weißen Haaren (Setae). Das Labrum ist blaugrün mit schwarzer Basis und gelbem Rand, der Anteclypeus grün oder blaugrün, der Postclypeus glänzend schwarz, die Frons grün. Der Prothorax ist oben schwarz, unten und am Kragen grünlich, der Synthorax schwarz mit Metallschein mit feiner weißer Pubeszenz, mit einem abgesetzten Längsstreif, der grün bis gelblich, selten auch blau gefärbt ist. Die klaren Flügel tragen ein zweifarbiges Flügelmal, das in der Innenhälfte schwarz, in der Außenhälfte leuchtend blau ist. Am Hinterleib sind die Segmente bis zum siebten auf der Oberseite schwarz, am zweiten, weniger deutlich auch am ersten, mit einem leuchtend blauen Seitenfleck, der auf der Unterseite verbunden ist. Das achte Hinterleibssegment ist abgesetzt blau. Das neunte und zehnte Segment sind oben schwarz, unten blau bzw. bräunlich. Das zehnte Segment weist am Hinterrand einen erhöhten, zweispitzigen Fortsatz auf. Die oberen Anhänge sind klein und in Seitenansicht dreieckig, die unteren verlängert und bei Ansicht von oben hornförmig gebogen.
Die Weibchen treten in zwei Farbmorphen auf. Sie sind entweder ähnlich gefärbt wie die Männchen, oder sie sind zweifarbig rötlich und schwarz. In beiden Formen ist der Postclypeus und die Kopfoberseite schwarz mit metallischem Schimmer, mit einem scharf abgesetzten hellen Band in der Vorderhälfte der Frons.
Die Hinterleibszeichnung der Art ähnelt derjenigen der europäischen Ischnura elegans, allerdings ist bei Ischnura senegalensis das siebte Hinterleibssegment auf der Bauchseite (ventral) nicht blau. Arten der Gattungen Proischnura und Azuragrion können sehr ähnlich gezeichnet sein. Die ähnliche Gattung Agriocenemis kann anhand ihrer viel geringeren Körpergröße unterschieden werden.

## Vorkommen
Die Senegal-Pechlibelle kommt in den tropischen und subtropischen Teilen der Alten Welt vor. Das Verbreitungsgebiet reicht von Afrika über Indien und Sri Lanka bis nach Ostasien und nördlich bis Japan sowie südöstlich bis West-Neuguinea. Sie bewohnt verschiedene Habitate in stehenden oder langsam fließenden Gewässern. Sie ist tolerant gegenüber den Einflüssen des Menschen und der Gewässerverschmutzung, sie fehlt in Gebieten mit intakter Waldbedeckung. Sie kann in Wüstengebieten in austrocknenden Tümpeln in Wasser mit der anderthalbfachen Salzkonzentration von Meerwasser überleben. Die Art ist nicht gefährdet.
Die Art wird gelegentlich mit Wasserpflanzen in Aquarien nach Europa verschleppt, wo sie ihre Entwicklung vollenden und auch schlüpfen kann. So schlüpften 2011 drei Tiere aus einem Aquarium in Ulm.

## Lebensweise
Bei der Eiablage wird das Weibchen nicht vom Männchen begleitet wie bei den meisten anderen Schlanklibellenarten. Durch diese Begleitung verhindern Männchen anderer Arten, dass sich fremde Männchen dem Weibchen nähern und sorgen dafür, dass das Weibchen die Eier ungestört in Schilfhalmen ablegen kann. Wie die Störung durch fremde Männchen bei der Senegal-Pechlibelle vermieden wird, ist noch nicht erforscht. Es wird aber angenommen, dass der hohe Anteil androchromer Weibchen (zwischen 21 und 67 Prozent) dabei eine Rolle spielt.